# Các khu phố của Washington, D.C.

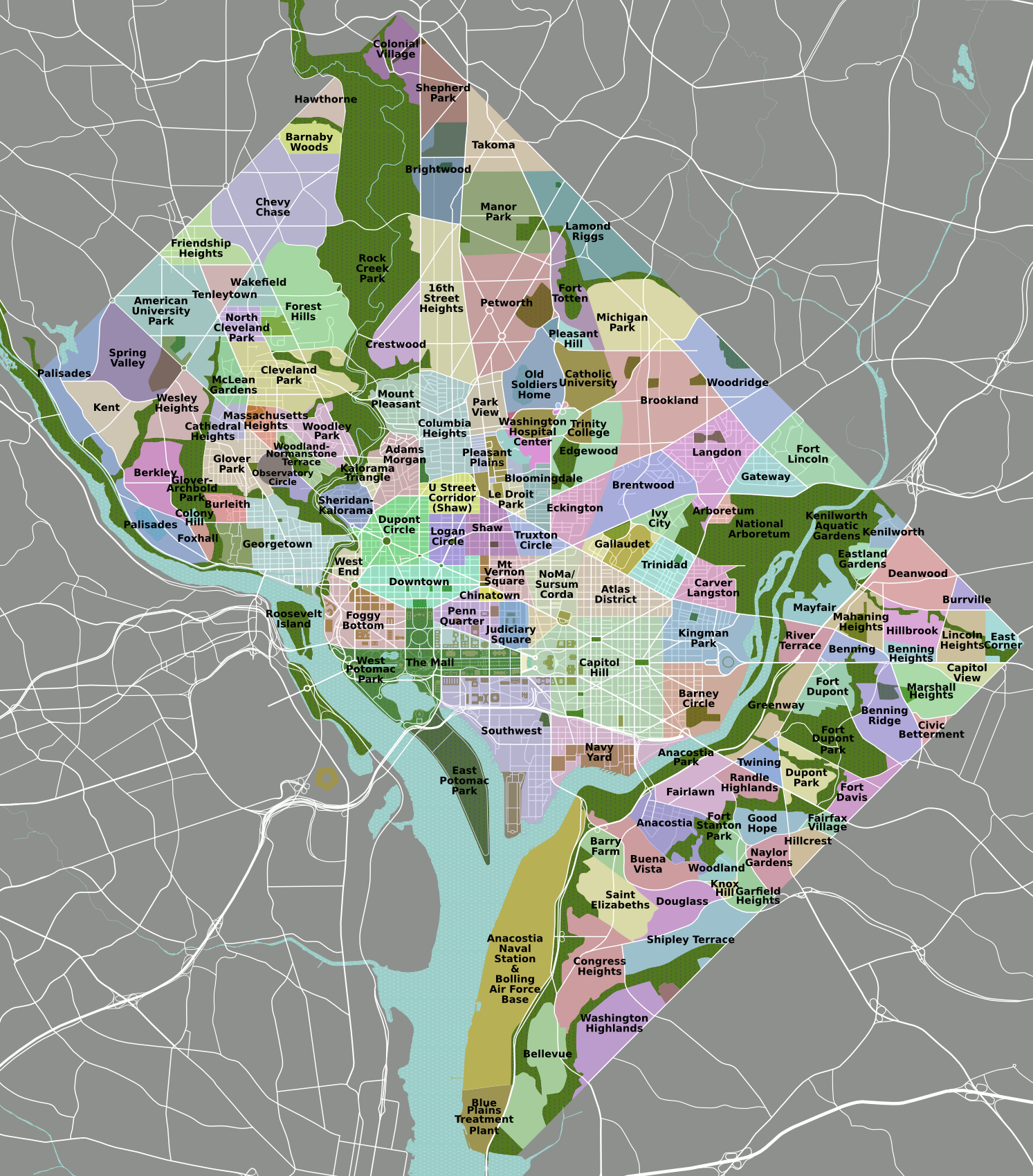
Các khu phố của thủ đô Washington, D.C.

Washington, D.C. (tên chính thức là Đặc khu Columbia) là thủ đô của Hoa Kỳ. Nó được chia thành 131 khu phố (neighborhood) với bề dày lịch sử, văn hóa, kiến trúc, nhân khẩu học và địa lý lâu đời. Tên của 131 khu phố này được xác định một cách không chính thức bởi Văn phòng Quy hoạch của thành phố. Các khu phố có thể được xác định bởi ranh giới giữa các phường, quận lịch sử hoặc do các Ủy ban Tư vấn Khu phố, các hiệp hội dân sự hay các khu cải tiến kinh doanh (BID); đôi khi những ranh giới này sẽ chồng lên nhau. 
Về mặt hành chính, các khu phố này nằm dưới cấp phường. Tổng cộng Washington có 8 phường; mỗi phường bầu một thành viên vào Hội đồng Quận Columbia (tức hội đồng thành phố) và ranh giới của các phường sẽ được phân chia lại mỗi mười năm.

## Danh sách các khu phố theo phường

### Phường 1

Phường 1 (2023–nay)

Ủy viên Hội đồng đại diện cho Phường 1: Brianne Nadeau
Dân số (2022): 88,846
- Adams Morgan
- Columbia Heights
- Đại học Howard
- LeDroit Park
- Lanier Heights
- Mount Pleasant
- Park View
- Pleasant Plains
- Shaw (Một phần khu phố này cũng nằm trong Phường 2)
- Hành lang U Street (Một phần khu phố này cũng nằm trong Phường 2)

### Phường 2

Phường 2 (2023–nay)

Ủy viên Hội đồng đại diện cho Phường 2: Brooke Pinto
Dân số (2022): 89,518
- Burleith
- Chinatown
- Downtown
- Dupont Circle
- Federal Triangle
- Foggy Bottom
- Georgetown
- Kalorama
- Logan Circle
- Mount Vernon Square (Một phần khu phố này cũng nằm trong Phường 6)
- Penn Quarter
- Shaw (Một phần khu phố này cũng nằm trong Phường 1)
- Southwest Federal Center
- Hành lang U Street (Một phần khu phố này cũng nằm trong Phường 1)
- West End

### Phường 3

Phường 3 (2023–nay)

Ủy viên Hội đồng đại diện cho Phường 3: Matthew Frumin
Dân số (2022): 81,883
- Khu Đại học American
- Berkley
- Cathedral Heights
- Chevy Chase
- Cleveland Park
- Colony Hill
- Forest Hills
- Foxhall
- Friendship Heights
- Glover Park
- Kent
- Massachusetts Heights
- McLean Gardens
- North Cleveland Park
- Observatory Circle
- The Palisades
- Potomac Heights
- Spring Valley
- Tenleytown
- Wakefield
- Wesley Heights
- Woodland Normanstone
- Woodley Park
- Woodmont

### Phường 4

Phường 4 (2023–nay)

Ủy viên Hội đồng đại diện cho Phường 4: Janeese Lewis George
Dân số (2022): 83,996
- Barnaby Woods
- Brightwood
- Brightwood Park
- Chevy Chase (Một phần khu phố này cũng nằm trong Phường 3)
- Colonial Village
- Crestwood
- Fort Totten
- Hawthorne
- Manor Park
- Petworth
- Riggs Park (cũng được gọi là Lamond Riggs)
- Shepherd Park
- Sixteenth Street Heights
- Takoma

### Phường 5

Phường 5 (2023–nay)

Ủy viên Hội đồng đại diện cho Phường 5: Zachary Parker
Dân số (2022): 86,794
- Arboretum
- Bloomingdale
- Brentwood
- Brookland
- Carver Langston
- Eckington
- Edgewood
- Fort Lincoln
- Fort Totten
- Gateway
- Ivy City
- Langdon
- Michigan Park
- North Michigan Park
- Pleasant Hill
- Queens Chapel
- Riggs Park (Một phần khu phố này cũng nằm trong Phường 4)
- Stronghold
- Trinidad
- Truxton Circle
- Woodridge

### Phường 6

Phường 6 (2023–nay)

Ủy viên Hội đồng đại diện cho Phường 6: Charles Allen
Dân số (2022): 99,652
- Barney Circle
- Capitol Hill
- Lincoln Park
- Judiciary Square
- Kingman Park (Một phần khu phố này cũng nằm trong Phường 7)
- Mount Vernon Triangle
- Near Northeast
- NoMa
- Shaw
- Southwest Waterfront
- Sursum Corda
- Swampoodle (Khu phố cũ từ những năm 1850 đến những năm 1910 ngày nay phần lớn đã được thay thế bởi NoMa và Near Northeast)

### Phường 7

Phường 7 (2023–nay)

Ủy viên Hội đồng đại diện cho Phường 7: Vincent C. Gray
Dân số (2022): 77,456
- Benning
- Benning Heights
- Benning Ridge
- Burrville
- Capitol View
- Central Northeast
- Civic Betterment
- Deanwood
- Dupont Park
- East Corner
- East River Heights
- Eastland Gardens
- Fairfax Village
- Fort Davis
- Fort Dupont
- Fort Stanton
- Good Hope
- Greenway
- Hillbrook
- Hillcrest
- Hill East
- Kenilworth
- Lincoln Heights
- Marshall Heights
- Mayfair
- Naylor Gardens
- Northeast Boundary
- Penn Branch
- Randle Highlands
- River Terrace
- Twining

### Phường 8

Phường 8 (2023–nay)

Ủy viên Hội đồng đại diện cho Phường 8: Trayon White
Dân số (2022): 77,756
- Anacostia
- Barry Farm
- Bellevue
- Buena Vista
- Congress Heights
- Douglass
- Fairlawn
- Garfield Heights
- Knox Hill
- Navy Yard
- Park Naylor
- Shipley Terrace
- Skyland
- Washington Highlands
- Woodland